# Ванино (Ярославская область)
Ванино — упразднённая деревня в Рыбинском районе Ярославской области России. На момент упразднения входила в состав Шашковского сельсовета.

## География
Урочище находится в северной части области, в подзоне южной тайги, на расстоянии примерно 17 километров (по прямой) к северо-востоку от города Рыбинска, административного центра района.

### Климат
Климат характеризуется как умеренно континентальный, с умеренно холодной зимой и относительно тёплым влажным летом. Среднегодовая температура воздуха — +3,6 °C. Средняя температура воздуха самого холодного месяца (января) — −11 °C (абсолютный минимум — −38 °C); самого тёплого месяца (июля) — +18 °C (абсолютный максимум — +37 °C). безморозный период длится около 133 дней. Годовое количество атмосферных осадков составляет 597 мм, из которых большая часть выпадает в тёплый период.

## История
Упразднена в 1995 году.